# ویلیم سوم
ویلیم سوم هلند (هلندی: William III of the Netherlands; زاده ۱۹ فوریهٔ ۱۸۱۷ - درگذشته ۲۳ نوامبر ۱۸۹۰) پادشاه هلند، و دوک اعظم لوکزامبورگ و فرزند ویلیام دوم بود.